# Parafia Matki Bożej Licheńskiej w Tomisławicach
Parafia Matki Bożej Licheńskiej w Tomisławicach – nieistniejąca parafia rzymskokatolicka, znajdująca się w diecezji włocławskiej, w dekanacie piotrkowskim.
1 lipca 1992 został utworzony ośrodek duszpasterski z fragmentów parafii św. Mikołaja w Sadlnie i Najświętszej Maryi Panny Częstochowskiej w Kozach. Samodzielna parafia została erygowana 29 sierpnia 1993 przez biskupa włocławskiego Bronisława Dembowskiego i przyporządkowana do dekanatu piotrkowskiego.
15 września 2019 biskup włocławski Wiesław Mering, w związku z likwidacją dotychczasowego kościoła w Tomisławicach wynikającą z rozbudowy kopalni odkrywkowej węgla brunatnego KWB Konin, konsekrował nowy kościół parafialny pod wezwaniem Matki Bożej Licheńskiej w Kryszkowicach.
Parafia została zlikwidowana 1 lutego 2022 dekretem biskupa włocławskiego Krzysztofa Wętkowskiego, a jej obszar włączono do parafii św. Mikołaja Biskupa w Sadlnie.